# Jacques Pavlovsky
 (septembre 2015).
Si vous disposez d'ouvrages ou d'articles de référence ou si vous connaissez des sites web de qualité traitant du thème abordé ici, merci de compléter l'article en donnant les références utiles à sa vérifiabilité et en les liant à la section « Notes et références ».
Pour les articles homonymes, voir Pavlovsky.
Jacques Pavlovsky est un photojournaliste français né à Saint-Jean-de-Luz le 21 juillet 1931 et mort à Urrugne le 15 octobre 2023.

## Biographie
Fils d’André Pavlovsky, architecte, et d’Yvonne Longi, il fait des études à l’École des beaux-arts de Paris (atelier Leconte), puis il intègre l’École de photographie et de cinéma de la rue de Vaugirard.
Appelé pour servir durant la guerre d'Algérie, il s’installe ensuite à Paris comme photographe d’illustration et de publicité, puis rejoint l’Agence de presse Rapho, dirigée par Raymond Grosset, connu lors des séminaires du Groupe des « gens d’images » à Porquerolles. Il y rencontre Robert Doisneau, Roland et Sabine Michaud, Hans Silvester, Dominique Beretty.
Cette période lui permet d’accéder à ce qui est son souhait le plus cher : la photographie de presse. Il assure, pour l’agence Rapho, la couverture des faits principaux de la vie politique française, de mai 68 au départ du général de Gaulle, des troubles sociaux à l’élection de Georges Pompidou.
En avril 1974, à la demande d’Hubert Henrotte, directeur général de l'agence de presse photographique Sygma, il rejoint l'équipe des « photos-journalistes » au siège de la rédaction parisienne.
Il y retrouve l’élite des grands reporters de cette époque : Henri Bureau, Christian Simonpietri, Alain Dejean, Alain Keler, Alain Noguès, Jean-Pierre Laffont, William Karel, Patrick Robert, Philippe Ledru et beaucoup d’autres.
Les reportages à travers le monde s’enchaînent, du Sahara à la chute de Saïgon en 1975, des pays arabes à la mer de Chine avec Bernard Kouchner et l’île de Lumière, à la rescousse des boat-people vietnamiens, de la mort du général Franco à l’avènement du roi Juan-Carlos, du Cambodge à l’Irak du président Saddam Hussein, de l’Algérie du président Boumédiène aux conférences internationales en Arabie saoudite, de la guerre Iran-Irak, du Salvador à l'accident de la plateforme pétrolière « Alexandra Kielland » en mer du Nord (Ekofisk), de la Syrie du président Assad au mariage du Prince Charles et lady Diana, du Pape à Rome à l'attentat de la synagogue Neve Shalom d'Istanbul, de l’Ayatollah Khomeiny à Neauphle-le-Château et à Téhéran aux Kurdes iraniens en lutte contre le régime, dans les maquis de la montagne irakienne.
Tous les grands magazines mondiaux ont publié ces reportages de Newsweek à Times, de Paris Match à Manchete, de Cambio à American Photography, etc.
Jacques Pavlovsky meurt à 92 ans, le 15 octobre 2023.

## Publications
- Maurice Culot et Jacques Pavlovsky (ill. Jacques Pavlovsky), Architectures d'André Pavlovsky - La côte basque des années trente, Paris, Éditions Norma
- Jacques Pavlovsky (ill. Jacques Pavlovsky), Pottoka, le petit cheval basque, Les Couleurs de Sud
- Jacques Pavlovsky (ill. Jacques Pavlovsky), Les animaux de Pays basque, vautours, pottok, moutons manex, betisoak
- Ballet Biarritz - Thierry Malandain, Centre chorégraphique national, Regardez les danser, CCN
- Olivier Mony (ill. Jacques Pavlovsky), Objets et saveurs du Pays basque, Éditions Confluences